# Ihor Rejzlin
Ihor Rejzlin (in ucraino Ігор Рейзлін?; 7 dicembre 1984) è uno schermidore ucraino, specializzato nella spada.

## Biografia
Nei campionati europei di scherma ha conquistato una medaglia d'argento a Lipsia nel 2010 nella gara di spada a squadre.

## Palmarès
- Giochi olimpici

Tokyo 2020: bronzo nella spada individuale.
- Mondiali

Budapest 2019: argento nella spada a squadre e bronzo nella spada individuale.
Il Cairo 2022: bronzo nella spada individuale.
- Europei

Lipsia 2010: argento nella spada a squadre.